# Operacja Epsom
Operacja Epsom (znana również jako pierwsza bitwa o Odon) – brytyjska ofensywa przeprowadzona na froncie zachodnim II wojny światowej pomiędzy 26 a 30 czerwca 1944 r. w ramach kampanii normandzkiej. Operacja miała na celu oskrzydlenie i zajęcie okupowanego przez Niemców miasta Caen, ważnego celu aliantów od dnia inwazji na Francję.
Operacja Epsom poprzedzona była przez mniejszą operację Martlet, mającą na celu zabezpieczenie prawej flanki natarcia. Operacja Epsom rozpoczęła się rano 26 czerwca, a jednostki 15 Szkockiej Dywizji Piechoty posuwały się za nękającym ostrzałem artyleryjskim. Przez większą część bitwy wsparcie powietrzne było sporadyczne, ponieważ zła pogoda w Anglii wymusiła anulowanie startu bombowców w ostatniej chwili. W towarzystwie 31 Brygady Pancernej. 15 Dywizja Szkocka poczyniła stałe postępy i pod koniec pierwszego dnia pokonała znaczną część niemieckiej linii obrony, choć pewne trudności stwarzało zabezpieczenie flanek. Podczas wyniszczających walk w ciągu następnych dwóch dni utworzono przyczółek nad rzeką Odon i podjęto starania, aby go poszerzyć, zdobywając cenne punkty taktyczne wokół wybrzuszenia powstałego w linii frontu i przesuwając do przodu 43 Dywizję Piechoty Wessex. Do 30 czerwca, po niemieckich kontratakach, niektóre siły brytyjskie po drugiej stronie rzeki zostały wycofane, a zdobyte tereny skonsolidowane, co zakończyło operację.
Obie strony poniosły ciężkie straty, ale w przeciwieństwie do gen. Bernarda Montgomery' ego, dowódcy alianckich sił lądowych w Normandii, feldmarsz. Erwin Rommel nie był w stanie wycofać jednostek do rezerwy po bitwie, ponieważ były one potrzebne do utrzymania linii frontu. Brytyjczycy zachowali inicjatywę, zaatakowali kilka razy w ciągu następnych dwóch tygodni i zdobyli Caen w operacji Charnwood w połowie lipca. Interpretacje przyczyn i przebiegu operacji Epsom są różne, ale istnieje ogólna zgoda co do jej wpływu na równowagę sił w Normandii. Niemcy powstrzymali ofensywę, ale tylko angażując się całą dostępną siłą, w tym dwoma dywizjami pancernymi, które właśnie przybyły do Normandii, a były przeznaczone do ofensywy na innym odcinku frontu, przeciwko pozycjom alianckim wokół Bayeux.

## Tło sytuacyjne
Normandzkie miasto Caen było celem do zdobycia w dniu inwazji dla brytyjskiej 3 Dywizji Piechoty, która wylądowała na plaży Sword 6 czerwca 1944 r. Zdobycie Caen, choć „ambitne”, zostało opisane przez oficjalnego historyka armii brytyjskiej Lionela Ellisa jako najważniejszy cel D-Day wyznaczony gen. Johnowi Crockerowi i jego I Korpusowi. Plany operacji Overlord nakładały na brytyjską 2 Armię gen. Milesa Dempseya zadanie zabezpieczenia miasta, a następnie utworzenia linii frontu od Caumont-l’Éventé do południowo-wschodniej części Caen. Zamiarem było zdobycie miejsca na lotnisko polowe i ochrona lewej flanki amerykańskiej 1 Armii gen. Omara Bradleya podczas bitwy o Cherbourg.
Kontrolowanie Caen i okolic dałoby 2 Armii odpowiednie pozycje wyjściowe do uderzenia na południe w celu zdobycia Falaise, miasta które mogłoby być wykorzystane jako oś obrotu w lewo, aby posuwać się naprzód w stronę Argentan, a następnie w kierunku rzeki Touques w celu okrążenia wojsk niemieckich w Normandii. Utrudnienia spowodowane przez zatory na przyczółku, które opóźniały rozmieszczenie wsparcia pancernego i zmuszały do skoncentrowania wysiłków na zaatakowaniu silnie bronionych niemieckich pozycji wzdłuż piętnastokilometrowej trasy z plaż inwazyjnych do miasta sprawiły jednak, że 3 Dywizja Piechoty nie była w stanie zaatakować Caen w dniu lądowania i została zatrzymana przez niemiecką 21 Dywizję Pancerną. Kolejne ataki nie powiodły się, kiedy przybyły niemieckie posiłki. Porzuciwszy bezpośrednie uderzenie, Brytyjczycy uruchomili operację Perch, atak okrążający I i XXX Korpusu, który został przeprowadzony 7 czerwca, aby okrążyć Caen ze wschodu i zachodu.
I Korpus, uderzający na południe z przyczółka nad rzeką Orne, został zatrzymany przez 21 Dywizję Pancerną, a atak XXX Korpusu na zachód od Caen stanął przed Tilly-sur-Seulles powstrzymany przez Dywizję Panzer Lehr. Aby zmusić Niemców do wycofania się lub poddania i utrzymać płynność operacji, część brytyjskiej 7 Dywizji Pancernej przecisnęła się przez lukę w niemieckiej linii frontu w pobliżu Caumont i zdobyła Villers-Bocage. Bitwa o Villers-Bocage doprowadziła do wzięcia czołówki brytyjskich wojsk w zasadzkę i wycofania się awangardy 7 Dywizji Pancernej z miasta, ale do 17 czerwca Dywizja Panzer Lehr również musiała się cofnąć, a XXX Korpus zajął Tilly-sur-Seulles.
Kolejny atak 7 Dywizji Pancernej i inne operacje ofensywne zostały porzucone, gdy 19 czerwca na Kanale La Manche rozpętała się burza. Sztorm trwał trzy dni i jeszcze bardziej opóźnił narastanie Sprzymierzonych. Większość konwojów z jednostkami desantowymi i statki na morzu zostały zawrócone z powrotem do portów w Wielkiej Brytanii; holowane barki i 4 km linii wyładunkowej portów Mulberry uległy zniszczeniu, a 800 jednostek pozostawiono na plażach Normandii do czasu przypływów w lipcu.
Rozpoczęło się planowanie drugiej ofensywy, o kryptonimie operacja Dreadnought, która miała zostać uruchomiona z przyczółka w Orne przez brytyjski VIII Korpus gen. Richarda O'Connora i oskrzydlić Caen od wschodu. Plan został jednak odwołany po zastrzeżeniach O'Connora po przestudiowaniu map, zaś atak na Évrecy został rozpatrzony i odrzucony przez Montgomery' ego lub Dempseya. W powojennym wywiadzie z historykiem Chesterem Wilmotem, Dempsey twierdził, że powiedział Montgomery' emu, iż zamierza odwołać operację proponowaną na 18 czerwca. Pogoda w dniach 19–22 czerwca uziemiła samoloty alianckie i Niemcy skorzystali z chwili wytchnienia od ataków lotniczych, aby poprawić swoje pozycje obronne. Pozycje piechoty były chronione polami minowymi i 70 działami 88 mm, które zostały okopane w żywopłotach i lasach pokrywających podejścia do Caen.

## Plan

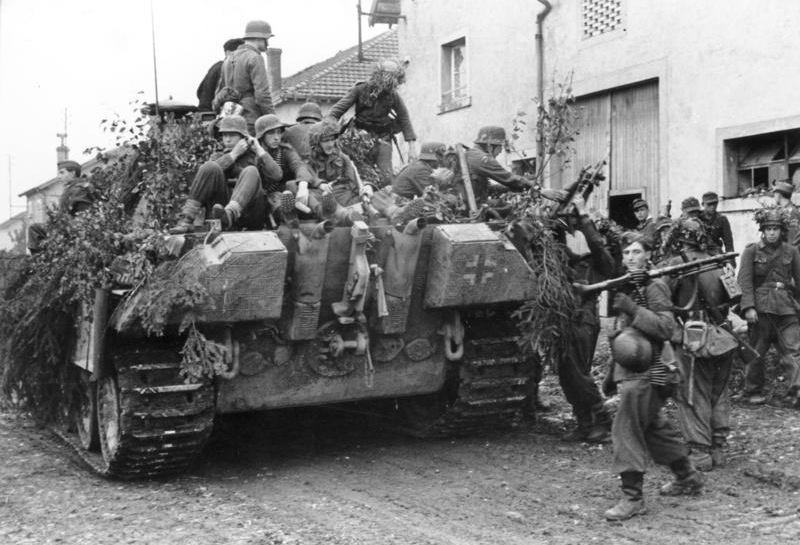
Niemieccy grenadierzy pancerni zsiadają z czołgu Pantera, Normandia, 21 czerwca 1944 r.

20 czerwca feldmarsz. Erwin Rommel, dowódca Grupy Armii B otrzymał od Adolfa Hitlera polecenie przeprowadzenia kontrofensywy przeciwko aliantom pomiędzy miastami Caumont-l’Éventé i Saint-Lô. Celem było przecięcie korytarza między armią amerykańską i brytyjską, poprzez odzyskanie miasta Bayeux (zdobytego przez Brytyjczyków 7 czerwca) i odcinka wybrzeża za nim. Do zadania przydzielono cztery dywizje pancerne SS i jedną dywizję Panzerwaffe. Ich atak miał być prowadzony przez II Korpus Pancerny SS, składający się z 9 Dywizji Pancernej SS „Hohenstaufen” i 10 Dywizji Pancernej SS „Frundsberg”, niedawno przybyłem z frontu wschodniego. 1 Dywizja Pancerna SS „Leibstandarte SS Adolf Hitler”, 2 Dywizja Pancerna SS „Das Reich” i 2 Dywizja Pancerna wspierałyby atak. Większość czołgów wykorzystywanych przez te formacje to Panzer IV i Pantery, uzupełnione o działa pancerne Sturmgeschütz IV i Tygrysy. Pantery oraz Tygrysy należały do najbardziej zabójczych i najlepiej opancerzonych niemieckich czołgów tej wojny.
18 czerwca Montgomery wydał Dempseyowi dyrektywę o rozpoczęciu nowego ataku okrążającego w celu zdobycia Caen. Początkowy plan stawiał przed I i XXX Korpusem zadanie ataku na zachód od Caen przez cztery dni, zanim VIII Korpus przeprowadzi główny atak z przyczółka Orne, na wschód od Caen, 22 czerwca. Szybko zorientowano się jednak, że VIII Korpus nie będzie w stanie zgromadzić się na małym obszarze przyczółka w Orne, dlatego następnego dnia plan został zmieniony. Wstępna operacja miała się odbyć trzy dni przed głównym atakiem. 51 Dywizja Piechoty Highland (I Korpus) otrzymała rozkaz uderzenia na południe od przyczółka Orne, aby zapobiec przeniesieniu jednostek niemieckiej 21 Dywizji Pancernej. Operacja Martlet miała się rozpocząć dzień przed Epsom z 49 Dywizją Piechoty West Riding i 8 Brygadą Pancerną (XXX Korpus) na czele, aby zabezpieczyć prawą flankę VIII Korpusu, zdobywając wzniesienie na południowym zachodzie.
Główną rolę w operacji Epsom przypisano nowo przybyłemu VIII Korpusowi, składającemu się z 60 244 żołnierzy. VIII Korpus miał rozpocząć ofensywę od przyczółka zdobytego przez kanadyjską 3 Dywizję Piechoty. Ich operacja miała się odbywać w czterech fazach, a jej ostatecznym celem były wzniesienia w pobliżu Bretteville-sur-Laize, na południe od Caen. VIII Korpus byłby wspierany przez ogień 736 dział lądowych oraz arterii okrętowej trzech krążowników i monitora HMS Roberts. Królewskie Siły Powietrzne miały zapewnić wstępne bombardowanie w wykonaniu 250 bombowców, a następnie ścisłe wsparcie powietrzne nacierających wojsk.
15 Szkocja Dywizja Piechoty miała poprowadzić atak. Podczas fazy I, o kryptonimie Gout, powinna zająć wioski Saint-Manvieu-Norrey i Cheux. W fazie II (Hangover) dywizja posunęłaby się naprzód, aby przechwycić kilka przepraw nad rzeką Odon oraz wioskami Mouen i Grainville-sur-Odon. Jeśli dotychczasowy opór nie okaże się zbyt wielki, 11 Dywizja Pancerna miała przejąć mosty nad rzeką Odon przez atak wspierający. Podczas dwóch pierwszych faz 43 Dywizja Piechoty Wessex, wzmocniona 28 czerwca brygadą piechoty z Dywizji Pancernej Gwardii, miała pozostać na linii wyjściowej, zapewniając „twardą bazę”.
W fazie III (Impetigo) 43 Dywizja ruszyłaby naprzód, aby zluzować całą szkocką piechotę na północ od rzeki Odon. 15 Dywizja gromadziłaby się po drugiej stronie rzeki i rozbudowywała przyczółek, zdobywając kilka ważnych wiosek. W końcowej fazie, o kryptonimie Goitre, elementy 43 Dywizji przepłynęły by rzekę, aby utrzymać zajęty obszar, podczas gdy 15 Dywizja nadal powiększałaby przyczółek. 11 Dywizja Pancerna miała wtedy przeprawić się przez Orne i zrealizować swój ostateczny cel, jakim było zdobycie Bretteville-sur-Laize. 4 Brygada Pancerna, choć dołączona do 11 Dywizji Pancernej, była ograniczona w zakresie prowadzonych działań pomiędzy rzekami Odon i Orną w celu ochrony flanki Korpusu i utrzymywania możliwości ataku na zachód lub w kierunku Caen w razie potrzeby.
W zależności od powodzenia ataku VIII Korpusu, I Korpus miał następnie rozpocząć dwie operacje wspierające o kryptonimach Aberlour i Ottawa. W pierwszej wersji planu 3 Dywizja Piechoty, wspierana przez kanadyjską brygadę piechoty, atakowałaby na północ od Caen; w ostatecznej wersji 3 Dywizja i kanadyjska 2 Brygada Pancerna miały nacierać, aby zająć wioskę i lotnisko Carpiquet. Pierwotnie planowana na 22 czerwca, operacja Epsom została przełożona na 26 czerwca, aby uzupełnić braki w sile ludzkiej i zaopatrzeniu. Początkowego oporu spodziewano się ze strony zubożałej 12 Dywizji Pancernej SS „Hitlerjugend”, elementów 21 Dywizji Pancernej oraz Dywizji Panzer Lehr.

## Operacja Martlet
23 czerwca 51 Dywizja Piechoty Highland zaatakowała wraz ze 152 Brygadą Górską. Piechota wyruszyła przed świtem do miejscowości Sainte-Honorine-la-Chardronette, bez przygotowania artyleryjskiego, co zaskoczyło niemiecki garnizon. Piechota górska została jednak kontratakowana rano przez Kampfgruppe von Luck z 21 Dywizji Pancernej, ale do południa wieś była już na dobre w rękach brytyjskich Uwaga Niemców została odwrócona przez sukces 51 Dywizji, gdy VIII Korpus przygotowywał się do dalszych ataków z przyczółka Orne.

Topografia obszaru na zachód od Caen

25 czerwca o godz. 4:15 49. Dywizja Piechoty West Riding wspierana przez 8 Brygadę Pancerną i 250 dział rozpoczęła operację Martlet przeciwko połączonym siłom Dywizji Panzer Lehr i 12 Dywizji Pancernej SS. Pierwszy cel, Fontenay-le-Pesnel, był szturmowany przez cały dzień, ale twardy niemiecki opór uniemożliwił jego zdobycie. Batalion piechoty wspierany przez czołgi zbliżył się do wioski na zachód i zajął Las Tessel, gdzie odparł kilka niemieckich kontrataków dzięki bezpośredniemu ogniowi artylerii brytyjskiej i bliskiemu wsparciu powietrznemu. Do zmroku 49 Dywizja nie dotarła do Rauray, pozostawiając teren na prawej flance VIII Korpusu w rękach niemieckich. Operacja Martlet zmusiła I Korpus Pancerny SS do przerzuceni pozostałych czołgów 12 Dywizji Pancernej SS przeciwko frontowi XXX Korpusu w celu wykonania kontrataku następnego dnia. W nocy Niemcy wycofali się z Fontenay-le-Pesnel, aby wyprostować linię frontu, a piechota z 49 Dywizji zabezpieczyła wioskę przed świtem.

## Bitwa

### 26 czerwca

Piechota 7. batalionu Pułku Seaforth Highlanders, 15 Szkockiej Dywizji Piechoty, czekając na linii wyjściowej 26 czerwca 1944 r. na sygnał do rozpoczęcia ataku

Zła pogoda utrudniła rozpoczęcie operacji Epsom 26 czerwca, kiedy deszcz nad polem bitwy spowodował, że ziemia stała się podmokła; nad Wielką Brytanią we wczesnych godzinach porannych położyła się gęsta mgła, w wyniku której samoloty zostały uziemione, a bombardowanie odwołane. Jedynie 83 Ekspedycyjna Grupa RAF kwaterująca w Normandii była w stanie zapewnić wsparcie powietrzne podczas całej operacji.
49 Dywizja Piechoty West Riding wznowiła operację Martlet o godzinie 6:50, chociaż znaczna część wsparcia artyleryjskiego VIII Korpusu została skierowana do głównej operacji. Niemcy byli w stanie spowolnić brytyjskie natarcie, a następnie uruchomić pancerny kontratak. Początkowo natarcie zyskało na znaczeniu, ale utknęło w martwym punkcie, gdy brytyjskie czołgi przesunęły się w górę, a obie strony pojedynkowały się w ograniczonym terenie. Poinformowany w godzinach popołudniowych, że wielka ofensywa brytyjska zbliża się ku wschodowi, SS-Standartenführer Kurt Meyer z 12 Dywizji Pancernej SS odwołał kolejny kontratak i nakazał swoim kompaniom pancernym wrócić na pozycje na południe od Rauray. Przez resztę dnia 49 Dywizja była w stanie robić postępy, ostatecznie zatrzymując się na północ od Rauray.

Prowadzeni przez dudziarzy żołnierze 7. batalionu Pułku Seaforth Highlanders, części 46 Brygady Górskiej, maszerują w kierunku swoich celów, 26 czerwca 1944 r.

O godz. 7:30 44 Brygada Piechoty Lowland i 46. Brygada Górska 15 Szkockiej Dywizji Piechoty, wspierana przez 31 Brygadę Pancerną, wyszła z linii startowej za falą ognia wystrzeloną z 344 dział. 46 Brygada początkowo atakowała bez wsparcia pancernego, ponieważ omijając najeżoną minami-pułapkami wioskę Le Mesnil-Patry, czołgi musiały pokonywać pola minowe otaczające miejscowość. 2. batalion Pułku Glasgow Highlanders zetknął się tylko z lekkim oporem, podczas gdy 9. batalion Pułku Strzelców Szkockich The Cameronians przeszedł przez pozycje grenadierów z 12 Dywizji Pancernej SS, prawie nietknięte, bo ostrzał artyleryjski przeszedł ponad nimi. Po ponownym zjednoczeniu się ze swoimi czołgami około godz. 10:00, dwa bataliony walczyły o kontrolę nad początkowymi celami; Cheux i Le Haut du Bosq.
44 Brygada napotkała niewielki opór, dopóki nie trafiła pod ostrzał z karabinu maszynowego nad małym strumieniem, za którym niemiecki opór stał się znacznie silniejszy. W godzinach 8:30–9:30 6. batalion Pułku Royal Scots Fusiliers i 8. batalion Royal Scots dotarli do swoich pierwotnych celów: Saint-Manvieu-Norrey i La Gaule. Po wielu walkach wręcz żołnierze wierzyli, że wioski zostaną zdobyte tuż po południu, choć później odkryli, że niektóre niemieckie niedobitki nadal się bronią. Czołgi i piechota z 12 Dywizji Pancernej SS i 21 Dywizji Pancernej rozpoczęły dwa kontrataki w celu odzyskania Saint-Manvieu-Norrey, ale zostały odparte przy pomocy intensywnego ostrzału artyleryjskiego. Na tym odcinku natarcia opór stawiała głównie część 1. batalionu 26 Pułku Grenadierów Pancernych, który został w większości zmuszony do wycofania się oraz dywizyjne batalion pionierów. Niemcy w Rauray, którzy nie zostali wyparci poprzedniego dnia, byli teraz w stanie poddać brytyjskie brygady ostrzałowi artyleryjskiemu i czołgowemu, powodując znaczne straty w ludziach i sprzęcie, szczególnie w wiosce Cheux.

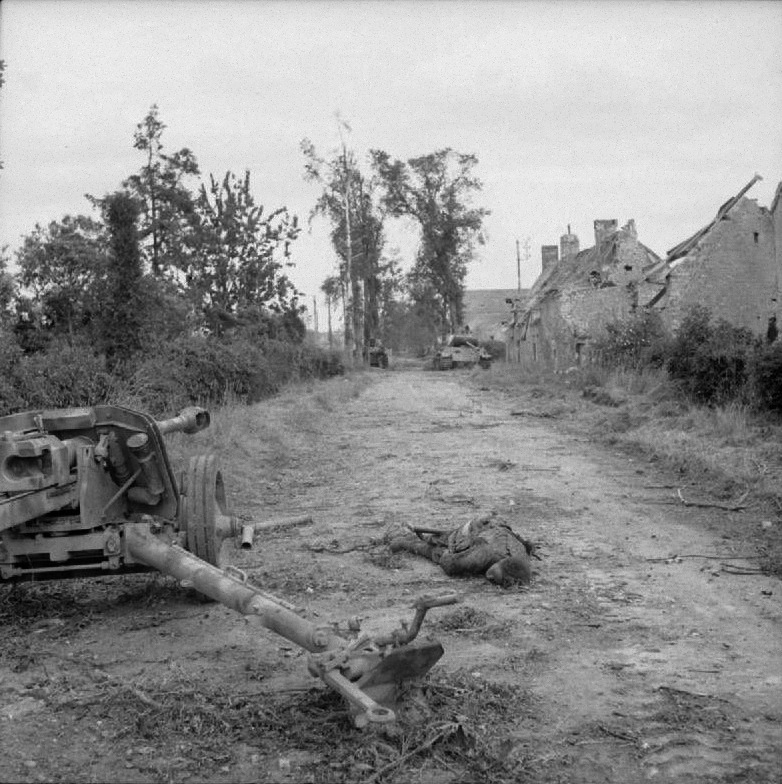
Niemieckie działo przeciwpancerne 75 mm z martwym członkiem załogi leżącym na jezdni i uszkodzonym czołgiem Pantera w Fontenay-le-Pesnel, 25 czerwca 1944

O 12:50 szwadron pułku rozpoznawczego 11 Dywizji Pancernej na północ od Cheux otrzymał rozkaz zbliżenia się do rzeki Odon, przygotowując próbę przekroczenia mostów. Z powodu pól minowych w pobliżu wioski, gruzu blokującego ulice i niemieckich oddziałów atakujących czołgi, pułk mógł osiągnąć swój cel dopiero po 14:00. Do 14:30 szwadron przybył na grzbiet na południe od Cheux, gdzie został związany walką przez dwadzieścia Panzer IV, wysłanych przez 12 Dywizję Pancerną SS z rejonu Rauray, czołgi Tygrys z 3. kompanii 101. batalionu czołgów ciężkich SS i pojazdy pancerne z 21 Dywizji Pancernej. Z czasem przybyło więcej czołgów z 11 Dywizji Pancernej, ale zdecydowany niemiecki opór powstrzymał dalszy postęp i do końca dnia Brytyjczycy stracili 21 czołgów. O 18:00 również 227 Brygada Górska 15 Szkockiej Dywizji Piechoty została zaangażowana w walkę. Piechota górksa miała opóźnienia, walcząc o wsparcie dla reszty dywizji, a tylko dwie kompanie z 2. batalionu Pułku Gordon Highlanders poczyniły znaczne postępy. Weszli oni na północne obrzeża Colleville do 21:00, ale wkrótce zostali odcięci od reszty swoich wojsk przez niemieckie kontrataki. Po ciężkich i chaotycznych walkach jedna kompania mogła się przebić i dołączyć do batalionu. Aby zatrzymać brytyjską ofensywę, tego wieczora feldmarsz. Rommel wezwał wsparcie ze wszystkich dostępnych jednostek II Korpusu Pancernego SS.

### 27 czerwca

Transporter piechoty Universal Carrier z 49 Dywizji Piechoty West Riding podczas operacji Epsom służący jako do pojazd ewakuacji rannych

Z powodu braku ataków w nocy niemieckie dowództwo uwierzyło, że brytyjska ofensywa została powstrzymana. We wczesnych godzinach porannych 27 czerwca II Korpus Pancerny SS otrzymał polecenie wznowienia przygotowań do kontrofensywy w kierunku Bayeux. Po prawej stronie brytyjskiego natarcia I Korpus Pancerny SS przeprowadził kontratak z użyciem 80 czołgów, których ruch został zdezorganizowany przez ostrzał artyleryjski, po czym dostały się pod ostrzał działa przeciwpancernych 49 Dywizji Piechoty West Riding, która następnie wznowiła próbę zabezpieczenia flanki VIII Korpusu. Rauray zostało zajęte przez 49 Dywizję 27 czerwca o godz. 16:00 po dalszych ciężkich walkach z 12 Dywizją Pancerną SS. Siły niemieckie zostały odwrócone od przeciwnego natarcia VIII Korpusu, a upadek Rauray pozbawił Niemców ważnego punktu obserwacyjnego, chociaż nadal utrzymywali oni kontrolę nad wzniesieniami na południu.
Operacja Epsom została wznowiona o 4:45 przez 10. batalion Pułku Lekkiej Piechoty Górskiej z 227 Brygady Piechoty. Przy wsparciu czołgów Mk IV Churchill batalion zamierzał poczynić próbę przejścia przez Odon w Gavrus. Brytyjczycy natychmiast napotkali silny opór ze strony elementów 12 Dywizji Pancernej SS i pomimo wsparcia ciężkiej artylerii nie byli w stanie przejść przez rzekę w przeciągu całego dnia. Obie strony poniosły ciężkie straty. O 7:30 2. batalion Pułku Argyll and Sutherland Highlanders, również ze 227 Brygady Piechoty, rozpoczął atak mający na celu zdobycie przeprawy przez Odon w Tourmauville, na północny zachód od wioski Baron-sur-Odon. Dzięki związaniu walką sił niemieckich przez Lekką Piechotę Highland, Pułk Argyll and Sutherland wspierany przez 23. batalion huzarów mógł stosunkowo łatwo dotrzeć do Colleville. Tam mały niemiecki garnizon wspierany przez działa 88 mm zadał Brytyjczykom ciężkie straty i uniemożliwiał wejścia do wioski do godzin popołudniowych. Batalion przejął most w Tourmauville około 17:00 i ustanowił przyczółek. Do godz. 19:00 dwa zubożone szwadrony 23. batalionu huzarów i kompania piechoty 8. batalionu z Brygady Strzelców Prince Consort's Own przepłynęły Odon, zasilając przyczółek.
Pozostała część 15 Szkockiej Dywizji Piechoty wokół Cheux i Saint-Manvieu-Norrey została zluzowana przez 43 Dywizję Piechoty Wessex. Kiedy 5. batalion Lekkiej Piechoty Duke of Cornwall's ze 214 Brygady Piechoty przeniósł się na przedmieścia Cheux, odkrył, że szkocka piechota ruszyła dalej, a pustą pozycję zajęli grenadierzy z 12 Dywizji Pancernej SS. Po walce o odzyskanie pozycji o godzinie 9:30 batalion został zaatakowany przez sześć Panter z 2 Dywizji Pancernej. Atak przeniknął przez całe Cheux, a w jego wyniku kilka brytyjskich dział przeciwpancernych zostało zniszczonych, zanim został odparty. Kolejne ataki 2 Dywizji Pancernej zostały powstrzymane, ale cały front stanowił wówczas „bezładną masę starć na niewielką skalę”. Przez resztę poranka i popołudnie szkocka piechota oraz 4 i 29 Brygada Pancerna rozszerzyły znacząco stan posiadania na północ od Odon i zabezpieczyły tyły Pułku Argyll and Sutherland. Późnym wieczorem żołnierze 159 Brygady Piechoty z 11 Dywizji Pancernej zostali przetransportowani ciężarówkami przez wąski „szkocki korytarz” do Tourville-sur-Odon, gdzie wysiedli z pojazdów i przekroczyli Odon pieszo, aby wzmocnić przyczółek. W nocy Kampfgruppe Weidinger, grupa bojowa liczące 2500 żołnierzy z 2 Dywizji Pancernej SS, przybyła na front i pozostała pod zwierzchnictwem Dywizji Panzer Lehr.

### 28 czerwca

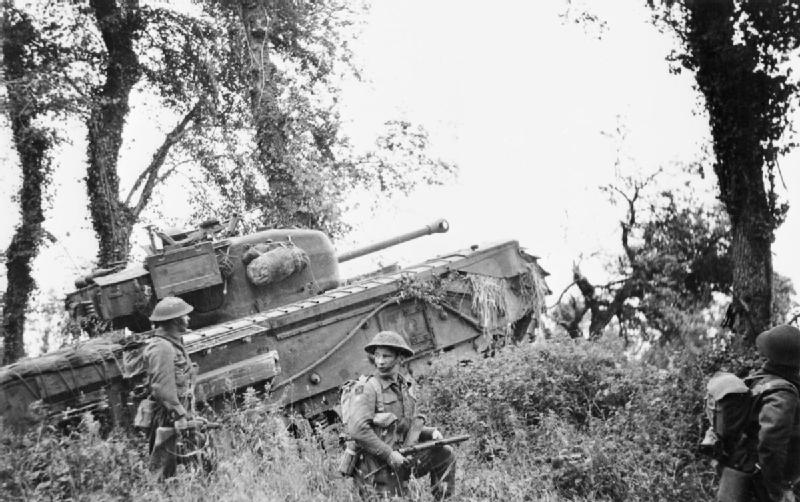
Czołg Mk IV Churchill z 7 Królewskiego Pułku Pancernego 31 Brygady Pancernej, wspierający piechotę 8. batalionu Royal Scots podczas operacji Epsom, 28 czerwca 1944 r.

We wczesnych godzinach porannych 28 czerwca grupa bojowa 1 Dywizji Pancernej SS, Kampfgruppe Frey przybyła na front i znalazła się w dyspozycji 12 Dywizji Pancernej SS. O 8:10 gen. Friedrich Dollmann, dowódca 7 Armii, rozkazał SS-Obergruppenführerowi Paulowi Hausserowi skierować II Korpus Pancerny SS w celu kontrataku na południe od Cheux. Hausser odpowiedział, że nie można wykonać kontrataku aż do następnego dnia, ponieważ wiele jego jednostek musiało jeszcze dotrzeć na front. Niemieckie dowództwo zostało zaskoczone nagłą śmiercią Dollmanna, gdy Rommel i Gerd von Rundstedt (dowódca OB West) byli w drodze na konferencję z Hitlerem i pozostawali poza kontaktem z sytuacją w Normandii. Dopiero po 15:00 Hausser został mianowany nowym dowódcą 7 Armii, a Wilhelm Bittrich zastąpił go jako dowódca II Korpusu Pancernego SS (Radzono Hausserowi zachować kontrolę nad Korpusem do następnego ranka). W oczekiwaniu na powrót Rommla do Normandii, Hausser miał być również najwyższym dowódcą w rejonie inwazji. O 17:00 struktura dowodzenia została ponownie zmieniona; 7 Armia pod dowództwem Haussera byłaby odpowiedzialna za odcinek frontu naprzeciwko armii amerykańskiej, podczas gdy Panzergruppe West gen. Leo Geyra von Schweppenburga miał odpowiadać za front skierowany przeciwko siłom anglo-kanadyjskim.
O 5:30 elementy 15 Szkockiej Dywizji Piechoty ze wsparciem czołgów rozpoczęły nowy atak, aby przejąć wioskę Grainville-sur-Odon. Po ostrzelaniu wsi i walkach na bliskimi dystansie Szkoci zajęli miejscowość do godz. 13:00; nastąpiły niemieckie kontrataki, ale zostały odparte. O 6:00 Niemcy rozpoczęli dwa silne ataki flankujące z zamiarem unicestwienia brytyjskiego przyczółka. Kampfgruppe Frey na wschodniej flance rozpoczęło atak na północ od rzeki Odon, wspierane przez czołgi Panzer IV z 21 Dywizji Pancernej. Natarcie dotarło do wiosek Mouen i Tourville, ale Brytyjczycy kontratakowali z kierunku Cheux, co spowodowało chaotyczne, ciężkie walki w przeciągu całego dnia. Grupie bojowej Freya udało się w końcu przejąć kontrolę nad Mouen; brytyjskie kontrataki wspierane przez czołgi wstrzymały dalszy postęp, lecz nie były w stanie odzyskać wioski. Brytyjskie patrole wykryły, że miejscowość Marcelet jest częściowo pusta, a niemiecka linia frontu została cofnięta w kierunku Carpiquet.
Na zachodniej flance, Kampfgruppe Weidinger wspierane przez Pantery próbowało odzyskać Brettevillette, Grainville-sur-Odon i ostatecznie Mondrainville. Brytyjscy obrońcy (Brettevillette i Wzgórze 110: 1. batalion Pułku Tyneside Scottish, 11. batalion Lekkiej Piechoty Durham z 49 Dywizji Piechoty West Riding oraz 4/7 Pułk Gwardii Dragonów z 8 Brygady Pancernej; Grainville-sur-Odon i le Valtru: 7. batalion Pułku Seaforth Highlanders, 9. batalion Pułku Strzelców Szkockich The Cameronians i 9 Królewski Pułk Pancerny) utrzymali pozycje, przeprowadzając lokalne kontrataki w celu odzyskania utraconego terenu, a ostatecznie ofensywę niemiecką zatrzymano w odległości niecałego kilometra od jej połączenia się ze szpicą Kampfgruppe Frey.
Na południe od rzeki Odon, o godz. 9:00 Pułk Argyll and Sutherland atakował się z przyczółka, aby zdobyć most na północ od wioski Gavrus. Ciężkie walki miały miejsce w szczególności po południu, zanim wieś i most znalazły się w rękach szkockich. Piechota z 11 Dywizji Pancernej powiększyła przyczółek o wioski Baron-sur-Odon, a 23. szwadron husarii wraz z piechotą uderzył na Wzgórze 112 (współrzędne geograficzne: 49°7′7″N 0°27′34″W). Po zabezpieczeniu północnego stoku i wyparciu obrońców z grzbietu, atakujące nie byli jednak w stanie iść dalej, ponieważ Niemcy okopali się na przeciwległym zboczu. Kilka kontrataków zostało przypuszczonych przez 12 Dywizję Pancerną SS, a wycieńczonych huzarów zluzował o 15:00 3 Królewski Pułk Pancerny, lecz żadna ze stron nie była w stanie przejąć pełnej kontroli nad wzgórzem. 11 Dywizja Pancerna straciła do końca dnia prawie 40 czołgów i została otoczona z trzech stron, ale żołnierzom piechoty udało się dotrzeć do pozycji pozostałych pojazdów pancernych i umocnić je.

### 29 czerwca
Wraz z poprawą pogody w Wielkiej Brytanii i Normandii, przygotowania Haussera do jego kontrataku były nieustannie nękane przez alianckie samoloty i ostrzał artyleryjski, opóźniając rozpoczęcie ataku do popołudnia. Na podstawie ilości niemieckich posiłków przybywających do sektora VIII Korpusu poznanej dzięki danym zwiadu powietrznego O'Connor podejrzewał, że Niemcy organizują duży kontratak. XXX Korpus wciąż znajdował się w pewnej odległości na północ, pozostawiając prawą flankę VIII Korpusu narażoną na niebezpieczeństwo, dlatego O'Connor przełożył ataki I Korpusu i nakazał VIII Korpusowi przejść do defensywy. Dempsey, wtajemniczony w dane z systemu ULTRA, odszyfrowującego przechwycone niemieckie meldunki, wiedział, że zbliża się kontratak i zatwierdził środki ostrożności O'Connora. VIII Korpus zaczął się reorganizować, aby stawić czoła zbliżającemu się atakowi. Zasoby zaopatrzenia dla dywizji Haussera znajdowały się w rejonie Évrecy–Noyers-Bocage–Villers-Bocage i były przedmiotem uwagi myśliwców bombardujących RAF-u przez cały poranek i wczesne popołudnie; dowództwo lotnicze twierdziło, że samoloty zniszczyły ponad 200 pojazdów.
VIII Korpus również rozpoczął ataki wspierające; o 8:00 1. batalion Pułku Worcestershire z 43 Dywizji zaatakował Mouen, bez czołgów podążających za ostrzałem artyleryjskim. Do 11:00 batalion zmusił 1 Dywizję Pancerną SS do wycofania się, a 7. batalion Lekkiej Piechoty Somerset ruszył w górę i okopał się na drodze Caen–Villers-Bocage. 129 Brygada 43 Dywizji oczyszczała lasy i sady wokół Tourville, po czym przepłynęła rzekę na północ od Baron-sur-Odon i oczyściła południowy brzeg. Próba 44 Brygady 15 Dywizji, aby zbliżyć się do Odon i połączyć się z siłami utrzymującymi mosty w Gavrus, nie powiodła się, pozostawiając tę pozycję odizolowaną, a co najważniejsze, 44. batalion Królewskiego Pułku Pancernego nie zdołał zdobyć Wzgórza 113 (49°6′14″N 0°30′45″W) na północ od Évrecy, po starciu z 10 Dywizją Pancerną SS i utracie sześciu czołgów. Elementy 11 Dywizji Pancernej zaatakowały Esquay-Notre-Dame na zachód od Wzgórza 112, lecz zostały odparte, za to atak 8 Brygady Strzelców i 3 Pancernego Pułku Królewskiego na południowym zboczu wzgórza wypędził Niemców z tej pozycji.
Hausser zamierzał, aby 9 Dywizja Pancerna SS, z Kampfgruppe Weidinger chroniącym lewą flankę, przecięła brytyjskie wybrzuszenie w linii frontu na północ od rzeki Odon, podczas gdy 10 Dywizja Pancerna SS odbiła Gavrus i Wzgórze 112 na południe od rzeki. Atak 9 Dywizji Pancernej SS rozpoczął się o 14:00, silnie wspierany przez artylerię. 19 i 20 Pułki Pancerne SS wspierane przez Pantery, Panzer IV i działa szturmowe zaatakowały Grainville, le Haut du Bosq i le Valtru, nacierając w stronę Cheux. Brytyjska kompania została odparta, a czołgi i piechota przedostały się przez Valtru, gdzie działa przeciwpancerne obezwładniły cztery niemieckie czołgi we wsi, a ogień artylerii zmusił wspierającą ich piechotę do wycofania się. Chaotyczne starcia, czasami włącznie z walką wręcz, miały miejsce także poza Grainville, a grenadierzy pancerni zdobyli taktycznie ważny zagajnik, zanim zostali zmuszeni do wycofania się przez brytyjski kontratak. Grenadierzy pancerni twierdzili, że zdobyli Grainville, ale żadne brytyjskie źródła nie potwierdzają tego; do wieczora brytyjska piechota kontrolowała wioskę.
Około 16:00 Brytyjczycy schwytali oficera 9 Dywizji Pancernej SS, który przeprowadzał zwiad. Okazało się, że ma przy sobie mapę i notatnik ze szczegółami nowych kontrataków. Około 18:30 Niemcy zaatakowali 15 Szkocką Dywizję Piechoty na prawej flance. Jedna jednostka była akurat luzowana przez inną i w zamieszaniu niemieckie czołgi oraz piechota prześlizgnęły się przez czasowo opustoszałą obronę, a niektóre nacierające oddziały przesunęły się nawet o 3,2 km, zanim napotkały stanowczy opór. Do 23:00 roku atak 9 Dywizji Pancernej SS został zatrzymany. Planowano jeszcze wspieranie ataków na wschodnią flankę brytyjską, ale koncentracje niemieckich czołgów gromadzących się w rejonie Carpiquet zostały tak poważnie zakłócone przez myśliwce bombardujące RAF-u w godzinach popołudniowych, że ataki te nigdy się nie doszły do skutku.
10 Dywizja Pancerna SS rozpoczęła atak poza harmonogramem o 14:3o. Po starciach, jakie miał miejsce wcześniej tego samego dnia Brytyjczycy czekali na nich, ale po pięciu godzinach bitwy szkocka piechota broniąca Gavrusa została wyparta z powrotem do wybrzuszenia wokół mostu na północ od wioski. Ostrzał artyleryjski spowodował ustąpienie Niemców, lecz Brytyjczycy nie zajęli ponownie wioski. Idąc w kierunku Wzgórza 113, 2. batalion 21 Pułku Grenadierów Pancernych i 2. batalion 10 Pułku Pancernego 10 Dywizji Pancernej SS wpadł na 44. batalion Królewskiego Pułku Pancernego i 2. batalion Królewskiego Korpusu Strzelców w Évrecy, które udaremniły ich próbę zajęcia wzgórza. Walka z tą przeszkodą zajęła resztę dnia, a atak na Wzgórze 112 został przełożony. Niemcy zgłosili zniszczenie 28 czołgów, podczas gdy Brytyjczycy odnotowali utratę 12.
Wierząc w niemieckie ataki planowane na 29 czerwca, Dempsey wzmocnił przyczółek nad Odon brygadą z 43 Dywizji i przesunął się ją w jego perymetr obronny. 159 Brygada Piechoty 11 Dywizji Pancernej została oddana pod dowództwo 15 Szkockiej Dywizji Piechoty i przystając na życzenie O’Connora dotyczące dodatkowej piechoty, Dempsey dołączył nowo przybyłą 53 Walijską Dywizję Piechoty do VIII Korpusu; główna brygada przybyła w pobliże linii wyjściowej operacji Epsom w nocy. Aby utrzymać Wzgórze 112, konieczne było kontrolowanie Évrecy i Wzgórza 113, do których obsadzenia nie było wystarczającej liczby żołnierzy, więc Dempsey nakazał 29 Brygadzie Pancernej zejście ze wzgórza. Aby utrzymać obszar pomiędzy Rauray a Odonem, Dempsey wycofał po zmroku 29 Brygadę Pancerną na północ, gotową na odparcie spodziewanej ofensywy niemieckiej.

### 30 czerwca

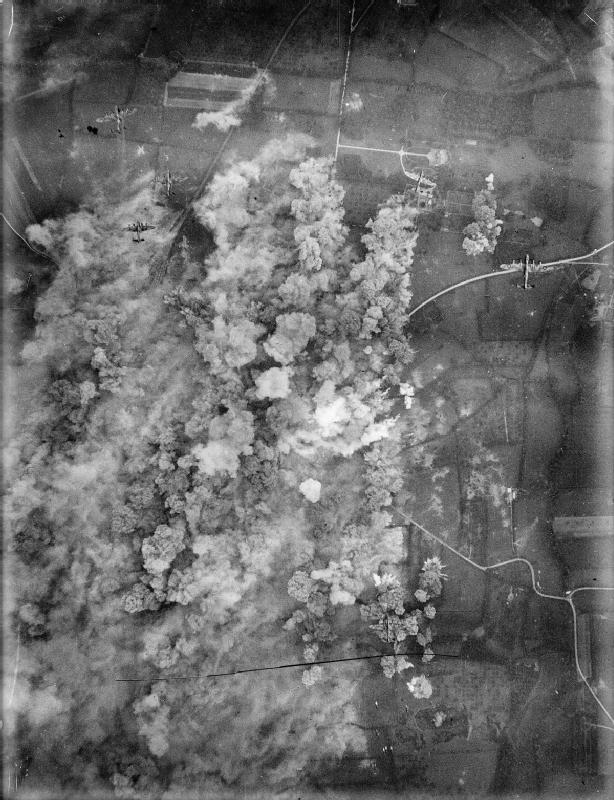
Miasto Villers-Bocage, sfotografowane podczas nalotu bombowego 30 czerwca 1944 r., zostało zaatakowane przez 256 ciężkich bombowców RAF-u zrzucających 1100 ton bomb

Bittrich zarządził wznowienie ofensywy w nocy z 29 na 30 czerwca, mając nadzieję na uniknięcie alianckiego wsparcia powietrznego. 19 i 20 Pułk 9 Dywizji Pancernej SS wznowiły ataki na Grainville-sur-Odon i le Valtru w ciemnościach, ale poczyniono niewielkie postępy przeciwko 11 Dywizji Pancernej na północ od rzeki Odon i ciężkim ostrzałom artylerii brytyjskiej. O 1:20 10 Dywizja Pancerna SS zaczęła zbliżać się do Wzgórza 112 i o świcie, po ciężkim ostrzałem artyleryjskim, zaatakowała opuszczone pozycje brytyjskie. Nieświadomi, że Brytyjczycy się wycofali, grenadierzy pancerni oraz czołgi 10 Dywizji Pancernej SS podeszli na wzgórze z południa i południowego zachodu, a piechota z 12 Dywizji Pancernej SS zaatakowała ze wschodu i południowego wschodu. Nie napotykając oporu, do południa Niemcy zajęli wzgórze. Brytyjski kontratak i ostrzał artyleryjski przerwały kolejny kontratak na Baron-sur-Odon.
Bittrich odwołał dalsze działania ofensywne przeciwko VIII Korpusowi. Wieczorem Hausser, dowodzący 7 Armią, poinformował kwaterę główną Rommla, że jego kontrataki zostały tymczasowo zawieszone z powodu „wytrwałego oporu wroga” oraz intensywnego ognia artylerii alianckiej i ostrzału z morza. Nieświadomy tego i wierząc, że nastąpi więcej niemieckich ataków, Dempsey zakończył operację Epsom. Front stopniowo stabilizował się, z wyjątkiem lokalnych potyczek, choć obie strony spędziły resztę dnia ostrzeliwując się wzajemnie. Pancernik HMS Rodney przyczynił się do bombardowania wiosek, w których mogła się znajdować niemiecka kwatera główna; jedna z nich później mieściła kwaterę główną I Korpusu Pancernego SS. Bez dalszych ruchów ofensywnych wojsk brytyjskich, po południu zrezygnowano z mostów w Gavrus, a szkockich obrońców wycofano przez Odon. O godz. 20:30 miasto Villers-Bocage, ważne centrum ruchu sił niemieckich, zostało zniszczone przez 250 ciężkich bombowców RAF-u. Zamierzano unicestwić niemieckie wojska przez bombardowanie strategiczne, ale obecni na miejscu byli tylko francuscy cywile.

### 1 lipca
II Korpus Pancerny SS wznowił kontrataki 1 lipca, spędziwszy poprzednie 24 godzin na przegrupowaniu. Nieświadomy, że Brytyjczycy zakończyli operację, przy zachmurzonej pogodzie zakłócającej wsparcie powietrzne Aliantów, Bittrich uważał, że miał okazję powstrzymać 11 Dywizję Pancerną w dalszym natarciu nad rzeką Orne. Przed świtem ruszyła 10 Dywizja Pancerna SS wspierana ciężkim ostrzałem moździerzowym i artyleryjskim. Niemcy szybko zajęli wioskę Baron-sur-Odon, ale kontratak 31 Brygady Pancernej odzyskał ją do południa. Ciężki ostrzał rozbił inne ataki 10 Dywizji Pancernej SS ze Wzgórza 112, a brytyjskie patrole odkryły później 300–400 martwych grenadierów pancernych na północnym zboczu wzgórza.
9 Dywizja Pancerna SS spędziła cała dzień, próbując przełamać brytyjskie linie między Rauray a rzeką Odon. Uzupełniona przez grenadierów pancernych z 2 Dywizji Pancernej SS i po wstępnym bombardowaniu, siłami piechoty i czołgów 9 Dywizja Pancerna SS zbliżyła się za zasłoną dymną i przedarła się przez zewnętrzny pierścień brytyjskich umocnień. Niemcy zostali zatrzymani przez na drugiej linii obrony przed Rauray i na wzniesieniach na południowym wschodzie, chociaż niektóre oddziały przedostały się aż do Haut du Bosq. Kolejne niemieckie ataki w ciągu dnia spotkały się z intensywnym ostrzałem artyleryjskim i nie poczyniły żadnego postępu, wczesnym wieczorem brytyjski kontratak z czołgami M4 Sherman i oraz Churchill Crocodile wyposażonymi w miotacze płomieni przywrócił pierwotną linię frontu. Ataki były kosztowne dla obu stron, zostało zniszczonych trzydzieści niemieckich czołgów, głównie przez 49 Dywizję Piechoty West Riding, oddziały 12 Dywizji Pancernej SS zostały odparte rano, a ogień artylerii zatrzymał ataki innych formacji.

## Następstwa

### Analiza

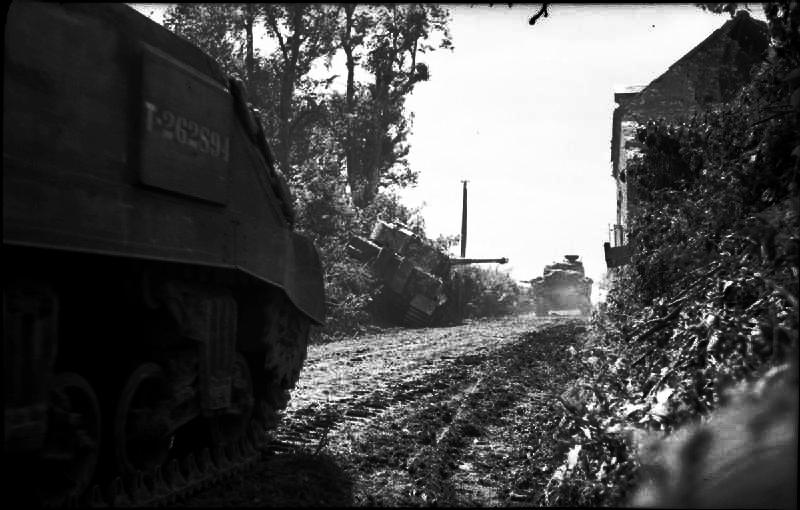
Brytyjskie czołgi M4 Sherman mijają wrak obezwładnionego czołgu Tygrys

Musząc zaangażować swoje ostatnie rezerwy strategiczne do powstrzymania ofensywy brytyjskiej, 29 czerwca Rommel poprosił Hitlera o pozwolenie, by 7 Armia rozpoczęła walkę na linii Sekwany; manewr zostałby powtórzony przez siły niemieckie w południowej Francji, aby utworzyć nową linię frontu wzdłuż Sekwany w kierunku granicy szwajcarskiej. Zostało to częściowo poparte przez Haussera, który 30 czerwca zaproponował wycofanie się z Caen. Zachęcony walkami w dolinie Odon, Hitler stwierdził jednak, że „nie możemy pozwolić na rozwój mobilnej wojny”, zobowiązując swoje wojska w Normandii do „polityki agresywnej i nieustępliwej obrony”. 2 lipca brytyjskie patrole przedstawiły pierwsze dowody na to, informując, że na południe od rzeki Odon Niemcy się okopali. Zdjęcia lotnicze wykonane dwa dni później pokazały dużą liczbę nowo utworzonych pozycji obronnych, a do 8 lipca siły niemieckie skierowane przeciwko VIII Korpusowi okopały się w całości. Dokonano przy tym pewnych lokalnych ataków, gdy obie strony próbowały poprawić swoją pozycję taktyczną, np. 12 Dywizja Pancerna SS zdobyła Fontaine-Étoupefour 2 lipca.
W operacji Epsom VIII Korpus w swoim chrzcie bojowym przedarł się przez skomplikowane niemieckie pozycje obronne i pokonał prawie 6 9,7 km. Rzucając swe ostatnie rezerwy, Niemcy byli w stanie odnieść sukces obronny na poziomie operacyjnym, powstrzymując brytyjską ofensywę. Brytyjczycy ponieśli ponad 4 tys. ofiar, ale wysiłek ten kosztował Niemców ponad 3 tys. żołnierzy. Niemieccy dowódcy zostali zmuszeni do użycia swoich rezerw pancernych fragmentarycznie, aby sprostać zagrożeniom w miarę ich rozwoju, kontratakując w niekorzystnej sytuacji. Ponad 120 niemieckich czołgów zostało zniszczonych, organizacja pozostałych sił została zakłócona, a ich siła ofensywna znacznie zmniejszona. Mając niewiele dywizji piechoty, by je zluzować, dywizje pancerne zostały zmuszone do pozostania na linii frontu, zamiast wycofać się do rezerwy, aby się zreorganizować.
Operacja Epsom została przeanalizowana przez wielu historyków i komentatorów wojskowych. Stephen Hart napisał w 2007 r., że powojenna publikacja wspomnień alianckich generałów doprowadziła do sporów o charakterze narodowym w latach 50. i 60. XX wieku, przy czym amerykańscy historycy ogólnie krytykowali Montgomery' ego i działania sił anglo-kanadyjskich, podczas gdy „promontgomerystyczni” historycy przyjęli optykę wprost przeciwną. W tym okresie opublikowano także oficjalne historie kampanii, które zawierały dokładne badania nad przebiegiem starć, ale unikano w nich szczegółowej krytycznej analizy kontrowersji. W latach 80. autorzy rewizjonistyczni koncentrowali się na dostrzeżonych brakach aliantów, a od późnych lat 90. dwie szkoły myślowe dokonały rewizji prac rewizjonistów, pierwsza poszerzyła ich badania, zapewniając bardziej szczegółową analizę kampanii, podczas gdy druga próbowała wykazać, że techniki zastosowane przez siły anglo-kanadyjskie były odpowiednie dla warunków panujących w Normandii.
W 1983 r. Carlo D’Este napisał, że najbardziej logicznym miejscem dla brytyjskiego ataku byłoby wyjście z przyczółka w Orne, na skrajnej wschodniej flance alianckiego przyczółka. Atak w tamtym rejonie został jednak odrzucony przez Montgomery' ego, Dempseya i O’Connora jako nierealny. Niektórzy autorzy opisali zamiary operacji Epsom jako atak obliczony na zdobycie ziemi, podczas gdy inni sugerowali, że operacja miała inne cele. W 2004 r. Andrew Williams napisał, że dzięki przechwyceniu niemieckich meldunków Montgomery był świadomy planu Rommla dotyczącego ataku na Bayeux i że operacją Epsom zamierzał go uprzedzić. Chester Wilmot w 1952 r. napisał, że operacja miała na celu wciągnięcie I Korpusu Pancernego SS i nowo przybyłego II Korpusu Pancernego SS do bitwy wokół Caen. Hart z kolei uważa, że Montgomery chciał utrzymać inicjatywę i uniemożliwić niemieckim siłom pancernym przemieszczanie się na zachód przeciwko amerykańskiej 1 Armii lub odciążenie ich i utworzenie rezerwy. Pojawienie się II Korpusu Pancernego SS było katalizatorem operacji Epsom, która zachowała inicjatywę, zmuszając niemieckie dowództwo do użycia II Korpusu Pancernego SS przeciwko VIII Korpusowi. Hastings napisał w 1985 r., że „żaden rozsądny dowódca” nie zarządziłby tak dużego ataku, jak operacja Epsom bez „całkowitej pewności przełamania niemieckiej obrony lub przynajmniej spowodowania odwrotu większości sił wroga”. D’Este twierdził też, że „żadne pozory nie mogą ukryć, iż prawdziwym przedmiotem operacji był krótki manewr okrążający w celu oskrzydlenia Caen”.
Lloyd Clark napisał: „Na polu bitwy operacja Epsom zakończyła się, dość haniebnie, rodzajem remisu”, a osądzanie jej efektów jest utrudnione przez brak zgody co do rzeczywistych zamiarów Montgomery' ego. W pisemnych rozkazach Montgomery wymagał przejścia przez rzekę Orne i zdobycia wzniesienia na południe od Caen, czego nie osiągnięto. Clark napisał, że istnieją ukryte cele o implikacjach strategicznych ważniejsze niż zdobycie ziemi. W 1971 r. Stephen E. Ambrose pisał o tym, że operacja Epsom zboczyła z planu, a D'Este skonkludował, że było to „działanie o ogromnych zamiarach, które nie zostały osiągnięte”, nazywając operację „ponurą porażką”. W 2004 r. Simon Trew i Stephen Badsey napisali o brytyjskim niepowodzeniu, że „potrzeba było większości sił sześciu dywizji pancernych, aby powstrzymać operację Epsom przed osiągnięciem ostatecznych celów”, a Mark Reynolds w 2002 r. odnotował, że bez zaangażowania tych sześciu dywizji, wysoce prawdopodobne było, iż ofensywa brytyjska osiągnęłaby swoje cele. Ian Daglish w 2007 r. napisał, że choć pierwotna koncepcja operacji Epsom zawiodła, ofensywa okazała się strategicznym sukcesem. Wycofując 11 Dywizję Pancerną znad rzeki Odon, a następnie przenosząc ją rezerwy, 21 Grupa Armii ponownie stworzyła zagrożenie ofensywą w pobliżu Caen. Do końca czerwca wszystkie niemieckie siły pancerne w Normandii były skoncentrowane na froncie brytyjskiej 2 Armii.
Milton Shulman napisał w 1947 r., że po porażce drugiego kontrataku pancernego w czerwcu niemieckie dowództwo wyrzuciło swoich najbardziej efektywnych żołnierzy, a Reynolds zauważył, że chociaż operacja była kosztowna dla Brytyjczyków, spowodowała też poważne straty dla Niemców. W oficjalnej historii VIII Korpusu opublikowanej w 1945 r. G. S. Jackson oceniał, że operacji Epsom nie udało się osiągnąć swojego jawnego celu, ale „gdy jest ona postrzegana jako część serii szybkich, następujących po sobie ciosów Montgomery' ego przeciwko armii niemieckiej w Normandii, znaczenie operacji Epsom staje się bardziej widoczne i nie ma wątpliwości, że odegrała ona znaczącą rolę w ostatecznym sukcesie aliantów w regionie”. Z kolei D'Este uważał, że straty poniesione przez armię niemiecką dotyczyły „wyłącznie ludzi i materiałów”. Terry Copp w 2003 r. napisał, że w dotychczasowych analizach zbyt duży nacisk położono na kryterium wygrana-przegrana, podczas gdy podejście koszt-korzyść zapewniłoby lepszy wgląd w sytuację. Opisując standardową niemiecką praktykę kontrataku po wyparciu ze stanowiska, Copp napisał, że Niemcy w ten sposób sami prosili się o straty, których nie można łatwo zrekompensować: „Jeden z takich kontrataków 22 lipca spowodował odzyskanie przez 10 Dywizję Pancerną SS kontroli nad drogą Bon Repas(sic!)–Évrecy, wyraźne zwycięstwo w narracji wygrana-przegrana, ale typowa niemiecka porażka w analizie kosztów i korzyści”.
W 2013 roku John Buckley napisał, że do 1 lipca nastąpił impas, w którym Brytyjczycy zostali usadowieni na południe od rzeki Odon, ale wycofali się ze Wzgórza 112, co mogło być decyzją przedwczesną. Niemcy utrzymali ciągły front, ale tylko dzięki rezerwom, które uniemożliwiły rozpoczęcie kontrofensywy zaplanowanej przez Panzergruppe West, co uczyniło ofensywę znacznym sukcesem Aliantów, w ramach strategii wyniszczenia opartej na zorganizowanej sile ognia. Uważana za próbę przebicia się i wypchnięcia Niemców z Caen operacja Epsom się nie powiodła, ale pod względem strategii Montgomery' ego było to kosztowne zwycięstwo. Niemiecka obrona w Normandii nigdy nie doszła do siebie po zniszczeniach wyrządzonych podczas operacji Epsom, inicjatywa została wybita z rąk obrońców, a taktyka niemieckiego permanentnego kontrataku zawiodła w obliczu siły ognia aliantów; niemiecka struktura dowodzenia i założenia, na których opierała się obrona, zostały podważone.

### Straty
Clark napisał, że w 15 Szkockiej Dywizji Piechoty było 2331 ofiar: 288 zabitych, 1638 rannych i 794 zaginionych w dniach 27 czerwca-2 lipca. Buckley oszacował straty na 2700 osób, w tym 300 zabitych; stanowiło to 25 procent ofiar poniesionych w okresie od 6 czerwca 1944 r. do maja 1945 r. Pozostałe jednostki biorące udział w operacji poniosły 2500 ofiar. Straty wśród 11 Dywizji Pancernej i 43 Dywizji Piechoty Wessex wyniosły 1 256 żołnierzy: 257 zabitych w 11 Dywizji Pancernej. Nie podano żadnych danych dla 49 Dywizji Piechoty West Riding, 51 Dywizji Piechoty Highland, ani 8 Brygady Pancernej, która przeprowadziła wstępne operacje i ataki wspierające na rzecz operacji Epsom. W dniach 26–30 czerwca VIII Korpus stracił 470 zabitych, 2187 rannych i 706 zaginionych. 1 lipca kolejnych 488 mężczyzn zostało zabitych i rannych, a 227 zginęło. Ponownie, liczby te nie obejmują formacji przeprowadzających wstępne operacje i ataki. Niemcy ponieśli ponad 3 tys. ofiar podczas operacji Epsom; 9 Dywizja Pancerna SS straciła 1145 ludzi, w 10 Dywizji Pancernej SS ubyło 571 żołnierzy, a 12 Dywizja Pancerna utraciła SS 1244 ludzi. Niemcy stracili też 126 czołgów od 26 czerwca do północy 1 lipca, w tym 41 Panter i 25 Tygrysów. W 2015 r. Samuel Napier opublikował nowe dane dotyczące strat sprzętu, ustalając je na 125 czołgów niemieckich i 150 brytyjskich.

## Późniejsze operacje

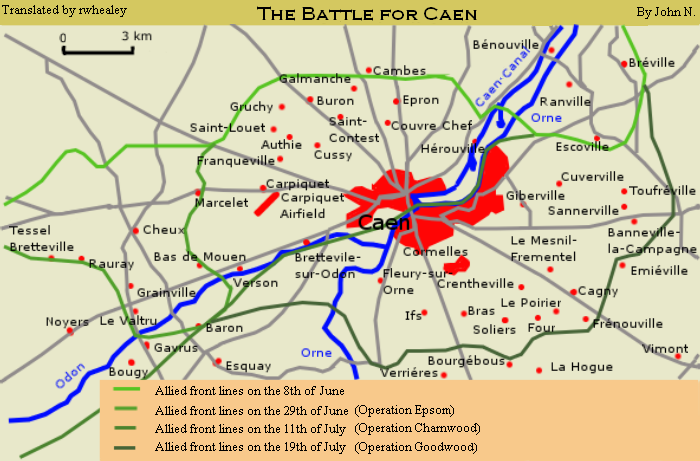
Operacje w pobliżu Caen

Coraz bardziej kosztowna obrona statyczna doprowadziła do sporów w niemieckim dowództwie. Wieczorem 1 lipca w rozmowie z Wilhelmem Keitlem von Rundstedt powiedział: „Zawrzyjcie pokój, głupcy”. Wkrótce potem Günther von Kluge zastąpił go na stanowisku dowódcy OB West. Z powodu nieporozumień z Hitlerem co do sposobu przeprowadzenia kampanii Schweppenburg został zastąpiony przez Heinricha Eberbacha jako dowódca Panzergruppe West.
Podczas przerwy obie strony wprowadziły zmiany w swoim rozstawieniu. 53 Walijska Dywizja Piechoty zluzowała 15 Szkocką Dywizję Piechoty na zachodzie brytyjskiego odcinka frontu, podczas gdy 43 Dywizja Piechoty Wessex zmieniła piechotę 11 Dywizji Pancernej, która nadal utrzymywała przyczółek Odon. Niemcy przesunęli 277 Dywizję Piechoty, która zaczęła luzować 9 Dywizję Pancerną SS i grupę bojową 2 Dywizji Pancernej SS.
Kilka dni później brytyjska 2 Armia rozpoczęła operację Charnwood, aby zdobyć Caen. Obejmowała ona odroczony atak na Carpiquet, pierwotnie planowany dla operacji Epsom jako dodatkowa operacja Ottawa, teraz przeprowadzony pod kryptonimem operacja Windsor. W ataku frontalnym północna część miasta została zdobyta, a pozostałe części wyzwolono podczas operacji Atlantic i Goodwood w trzecim tygodniu lipca. Walki w dolinie Odon trwały i 10 lipca rozpoczęła się operacja Jupiter w wykonaniu VIII Korpusu, mająca na cel odepchnięcie sił niemieckich w pobliżu wioski Baron-sur-Odon, odzyskanie Wzgórza 112 i przejście do rzeki Orne. Druga bitwa o Odon rozpoczęła się 15 lipca, aby odwrócić uwagę Niemców od obszaru, na której miała zostać przeprowadzona operacja Goodwood. Bitwa została nazwana jednym z najkrwawszych starć w kampanii normandzkiej.

### Tytuły honorowe
Brytyjski i wspólnotowy system odznaczeń bitewnych uznał udział w operacji Epsom w 1956, 1957 i 1958 r., nagradzając 34 jednostki tytułem honorowym Odon za służbę w rejonie tej rzeki w okresie od 25 czerwca do 2 lipca 1944 r. wraz z wyróżnieniami za cztery akcje wykonane podczas tej operacji: Fontenay le Pesnil w dniach 26–27 czerwca, Cheux w dniach 26–27 czerwca, Tourmauville Brigde (Most Tourmauville) w dniu 27 czerwca i Defence of Rauray (Obrona Rauray) w dniach 29 czerwca-2 lipca.